# Alfredo Díaz Figueroa
Alfredo Javier Díaz Figueroa (Porlamar, Venezuela, 3 de agosto de 1969) conocido también como Alfredito Díaz, es un político venezolano. Fue el gobernador del estado Nueva Esparta, además de haber sido alcalde del municipio Mariño de Porlamar, Venezuela.

## Primeros años
Alfredo Díaz nace en la Isla de Margarita, siendo el mayor de 5 hermanos. Estudió primaria en las escuelas públicas Antonio María Martínez y luego la secundaria en los liceos Creación Porlamar, y Nueva Esparta. Sus estudios superiores los realizó en la Universidad de Oriente (UDO), donde egresa como técnico en administración de empresas turísticas.

## Trayectoria política

### Inicios
Principal dirigente del partido Acción Democrática, desde el año 1995, logró ser concejal electo del municipio Mariño, siendo luego reelecto en varias oportunidades en el mismo cargo, alcanzando la Presidencia del Concejo Municipal de Mariño.

### Alcaldía
El 23 de noviembre de 2008, Alfredo Díaz, ganó las Elecciones regionales para la alcaldía del municipio Mariño con el 48 % de los votos (19.960). El 8 de diciembre de 2013, fue reelecto alcalde del municipio Mariño en las Elecciones municipales con el 54,35% de los votos (28.032), tomando el cargo nuevamente de alcalde el 10 de diciembre de ese mismo año.

### Gobernación

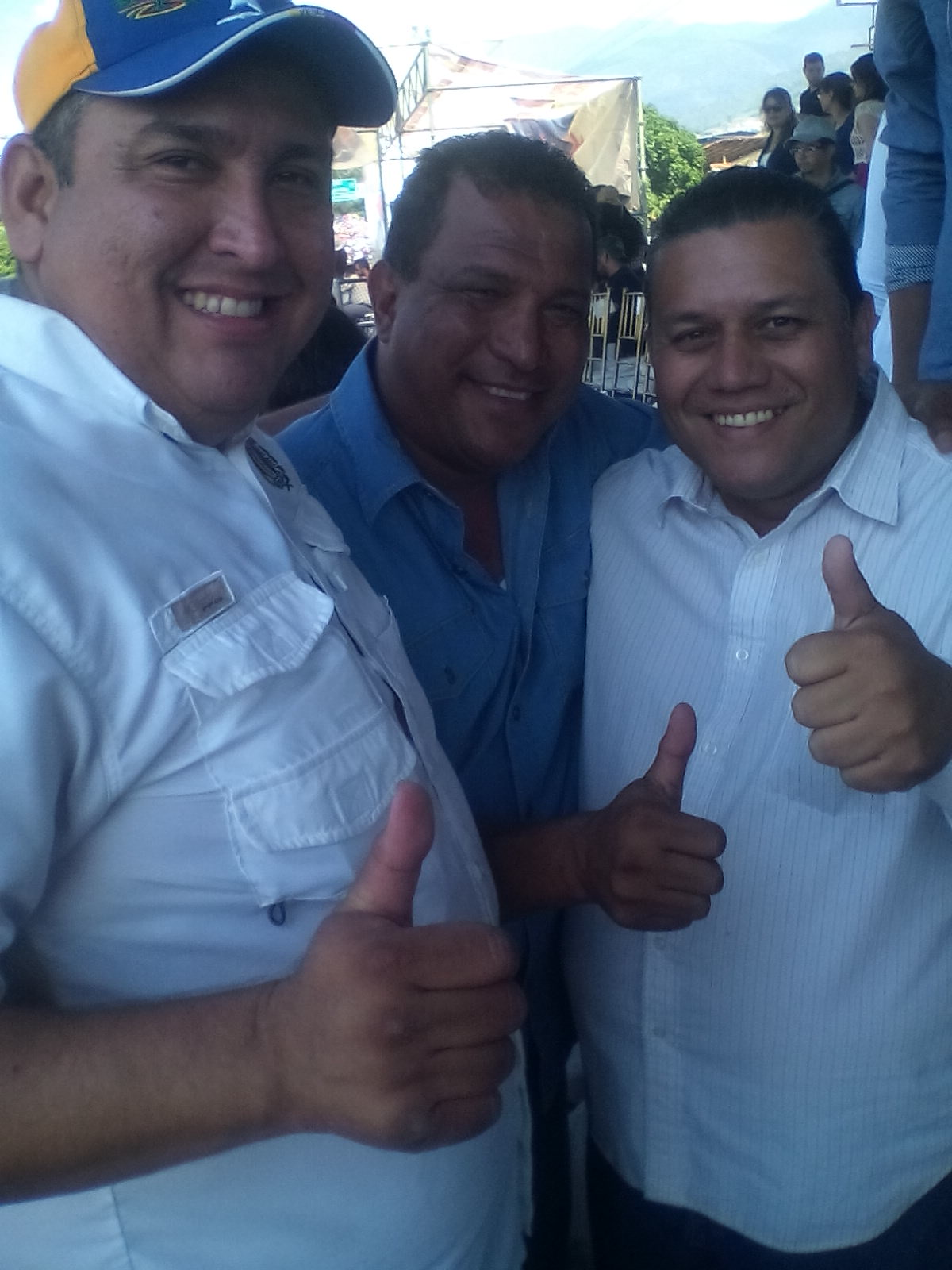
Juan Carlos Palencia, Alfredo Diaz y Victor Escalante en 2016.

El 15 de octubre de 2017, fue elegido gobernador del estado Nueva Esparta con 117.430 votos, equivalentes al 51,87% del total registrado en la entidad. De acuerdo con el primer boletín del Consejo Nacional Electoral (CNE), Carlos Mata Figueroa, del Partido Socialista Unido de Venezuela (PSUV), obtuvo 106.783 votos, equivalentes al 47,46%. La candidatura de Díaz fue presentada en alianza con otras organizaciones de la Mesa de la Unidad Democrática (MUD). El 23 de octubre de 2017, se juramentó con la Asamblea Nacional Constituyente al cargo que fue elegido, recibiendo fuertes críticas.
| \| Resultados de las elecciones regionales en Nueva Esparta, octubre de 2017 \| Resultados de las elecciones regionales en Nueva Esparta, octubre de 2017 \| Resultados de las elecciones regionales en Nueva Esparta, octubre de 2017 \| Resultados de las elecciones regionales en Nueva Esparta, octubre de 2017 \| Resultados de las elecciones regionales en Nueva Esparta, octubre de 2017 \| \| ------------------------------------------------------------------------- \| ------------------------------------------------------------------------- \| ------------------------------------------------------------------------- \| ------------------------------------------------------------------------- \| ------------------------------------------------------------------------- \| \| Candidato \| Candidato \| \| Votos \| Votos \| \| Alfredo Díaz \| Alfredo Díaz \| \| 51,87 % \| 51,87 % \| \| Carlos Mata Figueroa \| Carlos Mata Figueroa \| \| 47,4 % \| 47,4 % \| \| Otros candidatos \| Otros candidatos \| \| 0,173 % \| 0,173 % \| |                      |  |         |         |
| Resultados de las elecciones regionales en Nueva Esparta, octubre de 2017 |                      |  |         |         |
| Candidato | Candidato            |  | Votos   | Votos   |
| Alfredo Díaz | Alfredo Díaz         |  | 51,87 % | 51,87 % |
| Carlos Mata Figueroa | Carlos Mata Figueroa |  | 47,4 %  | 47,4 %  |
| Otros candidatos | Otros candidatos     |  | 0,173 % | 0,173 % |

### Detención
En 2024, Alfredo fue detenido y desaparecido por el Servicio Bolivariano de Inteligencia (SEBIN). Su esposa Leynys Malavé, denunció que lo detuvieron en Ospino, estado Portuguesa, cuando viajaba por tierra para salir del país.

## Vida privada
Alfredo Díaz está casado con la abogada Leynys María Malavé de Díaz, con quien tiene 2 hijos.